# معامل التضخيم
في هندسة الإنشاءات، يشير معامل التضخيم (بالإنجليزية: Amplification factor)‏، إلى النسبة بين الدرجة الثانية والدرجة الأولى من الانحرافات.
كذلك، يعرف معامل التضخيم باسم الكسب؛ أي المدى الذي يمكن أن يصل إليه المضخم التناظري في تقوية الإشارة.
ويرمز له في الحسابات بالرمز AF
في التحليل العددي، يكون معامل التضخيم عددًا يتم التوصل إليه باستخدام تحليل فون نيومان (Von Neumann) للثبات؛ وذلك لتحديد ثبات المخطط العددي لأي معادلة تفاضلية جزئية.